# Duncan Regehr
Duncan Peter Regehr (* 5. října 1952 Lethbridge, Alberta) je kanadský herec, malíř a bývalý sportovec.
Sportoval od dětství, nejprve se věnoval krasobruslení, ve druhé polovině 70. let 20. století trénoval box a byl vážným kandidátem na přijetí do kanadského olympijského týmu. Vybral si však herectví, v televizi debutoval v roce 1977, prvních větších rolí se dočkal v 80. letech, kdy hrál např. v seriálech Wizards and Warriors, V či Hotel. V letech 1990–1993 ztvárnil v seriálu Zorro titulní roli maskovaného hrdiny a zároveň dona Diega de la Vegy. Roku 1994 hostoval v epizodě „Milenec“ sci-fi seriálu Star Trek: Nová generace (jako Ronin), v letech 1995–1997 se objevil ve třech dílech seriálu Star Trek: Stanice Deep Space Nine jako Shakaar Edon. Působil v seriálu Fast Track, objevil se v televizním filmu To je vražda, napsala: Smrtonosný příběh, po roce 2000 hostoval např. v seriálu Body & Soul nebo hrál v televizním filmu The Good Times Are Killing Me.
Od dětství se věnuje malbě, první výstavu měl v roce 1974 na Stratford Festivalu v Ontariu.